# 陳淦濱
陳淦濱（英語：Gideon Chan，1975年7月18日—），網名金水，基督徒，現與妻子育有一子一女。他早年就讀聖公會思晃小學（現為聖公會何澤芸小學；1988年畢業）以及聖公會林護紀念中學，並曾出任首屆學生會總務幹事和第三届學生會會長。大學則在加利福尼亞州柏克來大學修讀電子工程及電腦科學。他曾為第八屆（1992-93年度）香港傑出學生選舉得獎者及第七屆（1993-94年度）香港傑出學生協會執委會財政。陳淦濱在美國矽谷從事軟件工作近8年，1998年加入Wind River。2006年舉家返港。陳淦濱從小熱衷於教育工作，希望可以用生命影響生命，於2008年創辦恩賢教育中心並兼任校監。
陳淦濱現時為基甸顧問有限公司董事、香港傑出學生選舉籌委會成員、青苗學界進步獎籌委會成員、感恩城市慈善基金董事、籽樂會義工隊顧問及Design for Change(China)顧問。

## 政治經歷
2012年，陳淦濱曾提名公共專業聯盟之莫乃光參選2012立法會資訊科技功能組別議席。
2014年9月28日，陳淦濱旗下的教育中心決定停辦佔中心生意七成的所有紀律部隊和公務員課程。當日正是雨傘革命9·28催淚彈驅散行動之時，警方先後施放87枚催淚彈，並高舉寫著「否則開槍」的橙色警告旗驅趕集會人士。陳淦濱認為紀律部隊、警察招聘人手時，本來應最注重個人品格、誠信、責任及承擔，但當這些因素都被忽略時，他對再經營幫人加入政府的課程已沒有太大意思。陳淦濱及後在雨傘革命參與佔領超過一個月，並不時會通宵留守。他其後加入公民黨，並於2015-2018年出任該黨九龍西地區支部主席及執委會成員，及後於2019年8月退黨。

### 訪談/演講錄
- 香港傑出學生選舉25周年紀念特刊 P59 陳淦濱專訪 <<欣然教育>>
- 新報 2012年11月30日  與愛同行 B5陳淦濱專訪 <<抓緊應許安心冒險>>